# Fan Changlong
Fan Changlong (Chinois : 范长龙 ; pinyin : Fàn Chánglóng), né en 1947, est un général de l'Armée populaire de libération (APL) de la République populaire de Chine. Il est le vice-président exécutif de la Commission militaire centrale (CMC) chinoise depuis 2012.
Fan Changlong est vice-président du groupe dirigeant de la CMC pour l'approfondissement de la Défense nationale et militaire dans lequel est élaboré le plan de réformes des forces armées chinoises devant s'étendre entre 2015 et 2020.